# Vozovna Kobylisy
Vozovna Kobylisy je jedna z osmi tramvajových vozoven provozovaných Dopravním podnikem hlavního města Prahy, a. s. Na východ od vozovny se nachází také stejnojmenná tramvajová smyčka.

## Historie a dnešní využití
Kobyliská vozovna je poslední vozovnou, kterou tehdejší Elektrické podniky hlavního města Prahy postavily před 2. světovou válkou; využívá se od 30. dubna roku 1939, kdy nahradila vozovnu Centrála v Holešovicích z konce 19. století.
Odstavná hala má čtyři lodě po pěti kolejích. Kolejiště vozovny po dlouhou dobu od výstavby nedoznalo téměř žádných změn; v roce 1970 byla zřízena objízdná kolej. Rozsáhlá rekonstrukce kolejiště byla provedena v červenci a srpnu 2009, při této rekonstrukci byl zrušen kolejový kruh (vozovna Žižkov je od té doby jedinou vozovnou, která má na dvoře kolejový kruh).
V létě 2016 byla kvůli stavbě protihlukové stěny uzavřena objízdná kolej, část vozů proto byla nahrazena obousměrnými vozy Tatra KT8D5.RN2P.
K březnu 2025 sem bylo přiděleno 19 kusů Tatra T3R.P v různých modifikacích, všechny provozní vozy Škoda 14T (55 kusů), 18 kusů Škoda 15T a tři služební a pracovní vozy.